# Marientron
Marientron (niem. Marienthron tłum. Tron Maryi, zwane także Świątki) – wzniesienie na Pojezierzu Szczecineckim, przy południowym krańcu jeziora Trzesiecko, w granicach miasta Szczecinek, w jego południowej części Świątki. 
Jak wykazują badania archeologiczne, prowadzone w połowie XX wieku, znajdowało się tam wczesnośredniowieczne grodzisko, będące lokalnym ośrodkiem kultu pogańskiego.
W 1356 r. książęta zachodniopomorscy Bogusław V, Warcisław V i Barnim IV, bazując na lokalnych kultach pogańskich w tym miejscu, ufundowali tu klasztor augustianów eremitów – zwany Marienthron.
W wyniku prowadzonych tutaj w latach 60. XX wieku prac archeologicznych ustalono, że zabudowa obejmowała obszar o wymiarach 25×45 m. Na podstawie śladów po fundamentach ustalono, że kościół miał 10×10 metrów. Prezbiterium znajdowało się od strony wschodniej. Ściany wykonano z kamieni i cegły. Zgodnie z regułą zakonną świątynia pozbawiona była wieży, być może miała jedynie niewielką sygnaturkę.
Klasztor posiadał zabudowę gospodarczą, kuchnię, refektarz, izbę chorych i pokoje gościnne.
W czasie zarazy w 1361 roku w klasztorze tym znalazła schronienie, a następnie pochówek księżna Elżbieta Kazimierzówna, córka Kazimierza III Wielkiego.
Klasztor stał w tym miejscu do 1534 r. Od chwili oficjalnego zatwierdzenia na terenie Szczecinka luteranizmu, opuszczona budowla popadła w ruinę i została rozebrana.
W okresie II wojny światowej mieścił się tu niemiecki obóz kobiecy Reichsarbeitsdienst RAD 5/144 Marienthron.
Do niedawna, w miejscu gdzie znajdował się klasztorny kościół, znajdował się głaz, pochodzący prawdopodobnie z konstrukcji fundamentu przyklasztornego kościoła. Został on wywieziony na przeciwległy brzeg jeziora Trzesiecko, na osiedle Zachód w Szczecinku. Teraz stanowi on podstawę pod figurę Matki Boskiej Zielnej.

## Szlaki turystyczne
Przy wzgórzu przebiega pięć szlaków rowerowych Pojezierza Szczecineckiego:
 – niebieski szlak rowerowy Dookoła Jeziora Trzesiecko
 – żółty szlak rowerowy Zaczarowane Pejzaże,
 – czarny szlak rowerowy Nizica,
 – czerwony szlak rowerowy Jeziora Szczecineckie,
 – zielony szlak rowerowy Dolina Parsęty.